# Zdeněk Junák
Zdeněk Junák (* 6. prosince 1951 Kroměříž) je český herec a rozhlasový moderátor.

## Život
S divadlem se setkával od dětství, protože jeho otec byl členem ochotnického souboru v Kelčanech u Kyjova. Jako chlapec hrál také v několika dětských rolích. Od páté třídy žil ve Starém Městě, kde se jeho otec stal ředitelem cukrovaru. Maturoval v roce 1970 na gymnáziu v Uherském Hradišti. Původně zamýšlel studovat práva, ale těsně před maturitou se rozhodl pokusit se o přijetí na Janáčkovu akademii múzických umění v Brně. Úspěšně složil talentové i všeobecné přijímací zkoušky a začal studovat herectví na nově zřízené katedře syntetických žánrů. Jeho ročníkovým pedagogem na JAMU byl Rudolf Krátký. Absolvoval v roce 1974 v roli Antonína Sommera v komedii Jiřího Suchého a Jiřího Šlitra Člověk z půdy.
Jeho první místem po studiu se stalo Divadlo pracujících v Gottwaldově, kde hrál v sezóně 1974–1975. V září 1975 se stal členem činohry Státního divadle v Brně, kde hrál až do roku 1992. Od roku 1992 působí jako člen Městského divadla v Brně.
Televizním divákům je patrně nejvíce znám coby brněnský četník Ambrož z televizního seriálu Četnické humoresky, nebo jako hlas tváře teleshoppingu Horsta Fuchse.
Znají ho též posluchači Českého rozhlasu 2 Praha, kde moderoval pořad Písničky od srdce a každého volajícího vítal svou legendární větou: „Tož moji milí posluchači, vítejte v srdcovkách Zdeňka Junáka!“.
Na rozhlasové stanici Český rozhlas Brno moderoval pořad Rendez-vous s Junákem a od října 2015 moderuje pořad Srdcovky Zdeňka Junáka a Víkendové srdcovky, na nich spolupracuje s Vítězslavem Koudelkou. Při první vlně pandemie v roce 2020 uváděl na všech regionálních stanicích pořad Na klidné vlně, který měl alespoň z části nahradit starší generaci osobní kontakt. O adventu 2020 byl průvodcem soutěže Vánoční pohlazení, kterou vysílaly rovněž všechny regionální stanice ČRo.
Zdeněk Junák je členem kapely Vinařští romantici. Je také patronem brněnských parkinsoniků Parkinson Klub Brno.

## Ocenění
V lednu 2025 získal cenu města Brna za rok 2024 za přínos v oblasti dramatického umění.

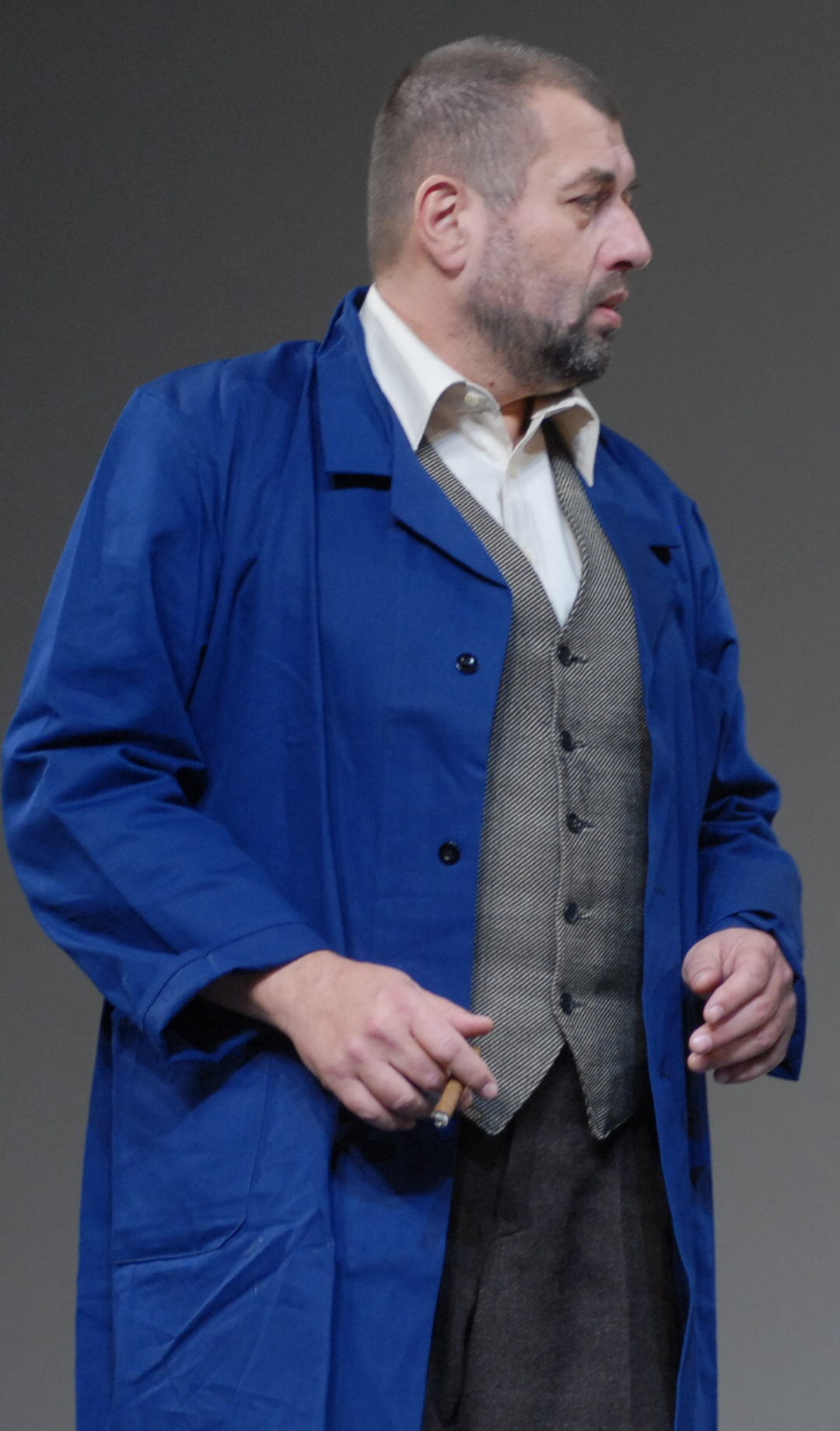
Zdeněk Junák (V jámě lvové)

## Dílo

### Role v Městském divadle Brno
- Doktor Palmiro Palmare – Sluha dvou pánů
- Spettique – Charleyova teta
- Makar Čudra – Cikáni jdou do nebe
- Herodes – Jesus Christ Superstar
- Spettique – Charleyova teta
- Hlas soudce – Hello, Dolly!
- Lejsal – Škola základ života (hudební komedie)
- Augustin Ferraillon – Brouk v hlavě
- Battista Minola – Zkrocení zlé ženy
- Florenc Ziegfeld – Funny Girl
- Harry – Flashdance (muzikál)

### Filmové role (výběr)
- 1992, Dědictví aneb Kurvahošigutntag
- 1996, Jak se Kuba stal mlynářem
- 1997, Četnické humoresky (televizní seriál, Josef Ambrož)
- 1999, Dvojrole
- 1999, Hříšní lidé města brněnského (televizní seriál)
- 2004, Černí baroni (televizní seriál)
- 2008, Kriminálka Anděl
- 2014, Vinaři (televizní seriál)

### Rozhlasové role
- 2015 Odoardo Galotti, Gotthold Ephraim Lessing: Emilia Galotti, Český rozhlas Brno[9][10]

### Dabing
V dabingu propůjčil hlas například hercům Genu Hackmanovi, Seanu Connerymu, Gérardu Depardieu, Ottfriedu Fischerovi (televizní seriály Big Ben a Otec Braun) a nebo teleshoppingovému prodavači u WS International Horstu Fuchsovi.